# Улица Кубанской Украины
Улица Кубанской Украины (укр. Вулиця Кубанської України) — улица в Лесном массиве Деснянского района Киева. До 2018 года — улица Маршала Жукова.

## Расположение
Улица Кубанской Украины расположена в Лесном массиве, она берёт начало от улицы Киото и заканчивается переходом в улицу Космонавта Поповича. Общая протяжённость улицы составляет около 2,5 км. Пересекается с улицами Николая Матеюка, Шолом-Алейхема, Ореста Левицкого и Лесным проспектом.

## История

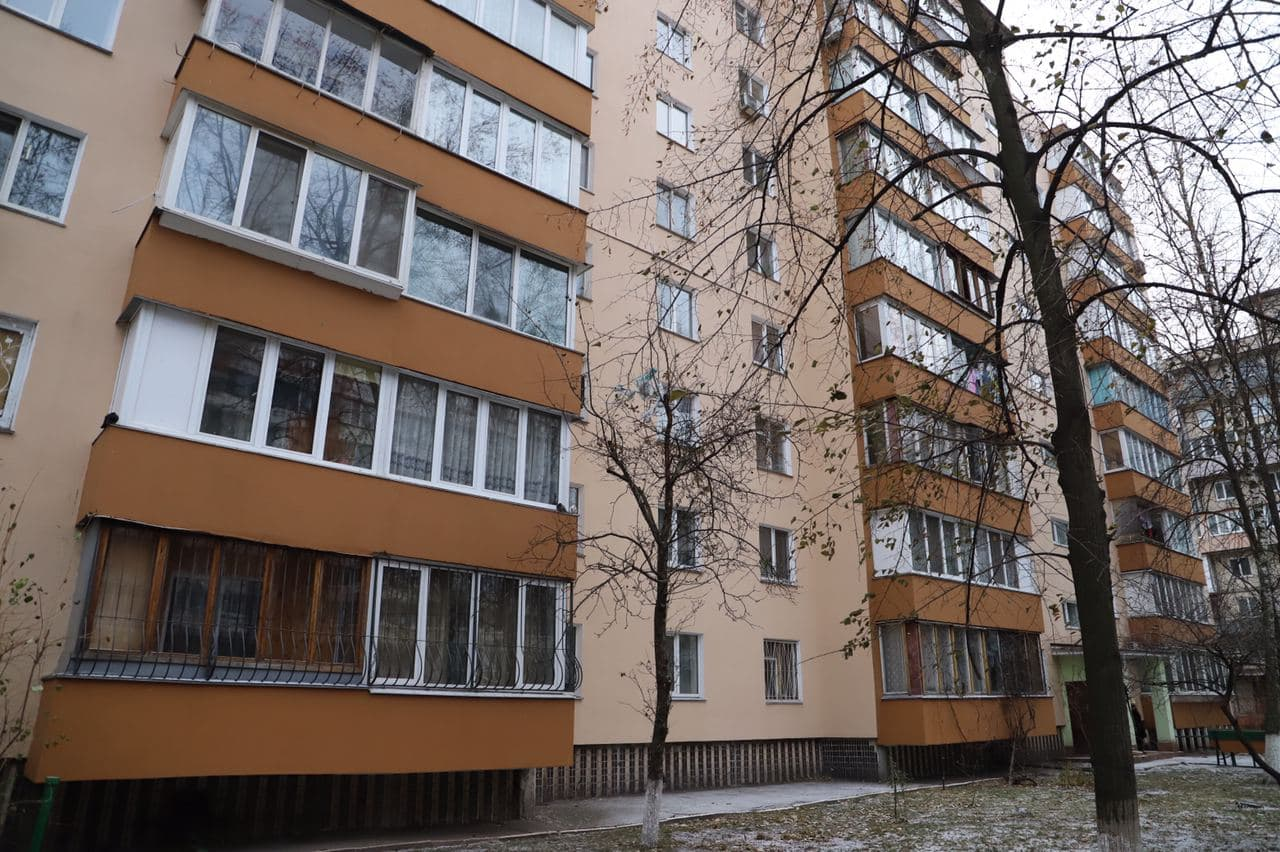
Жилой дом, 2020 год

Улица возникла в середине 1960-х годов под названием Полиграфическая (от расположенного в её начале НИИ полиграфической промышленности). С 1974 года называлась в честь советского военного деятеля, Маршала Советского Союза Георгия Жукова.
В 2002 году по улице была проведена троллейбусная линия, по которой начал курсировать маршрут № 37 от Троещины до станции метро «Лесная» (общая длина линии — 13,5 км).
В 2005 году у дома № 29а был построен теннисный корт.
С 29 мая по 29 июля 2017 года на общественном обсуждении 60 % голосующих (1247 человек из 2079 участвующих) поддержали решение о присвоении улице нового названия — Кубанской Украины. 18 октября 2018 года Киевский городской совет в рамках процесса декоммунизации принял решение переименовать улицу маршала Жукова в улицу Кубанской Украины в честь Кубанской народной республики, существовавшей в 1918—1920 годах. 26 февраля 2019 года остановка общественного транспорта «Улица Маршала Жукова» с целью упорядочения названий была переименована в остановку «Улица Кубанской Украины».

## Здания
- 2 — пансионат ветеранов труда[1]
- 4 — городской дом ребёнка «Березка» (открыт в 1979 году, капитальный ремонт проведён в 2004—2005 годах)[3]
- 4а — пожарная часть № 33[1]
- 10 — центр радиационной защиты населения г. Киева от последствий Чернобыльской катастрофы[1]
- 22 — библиотека имени Степана Олейника и библиотека № 119 для детей (открыты в 1971 году)[3][7]
- 24б — общественная организация общество инвалидов с нарушением опорно-двигательного аппарата «Вива-Вита»[1]

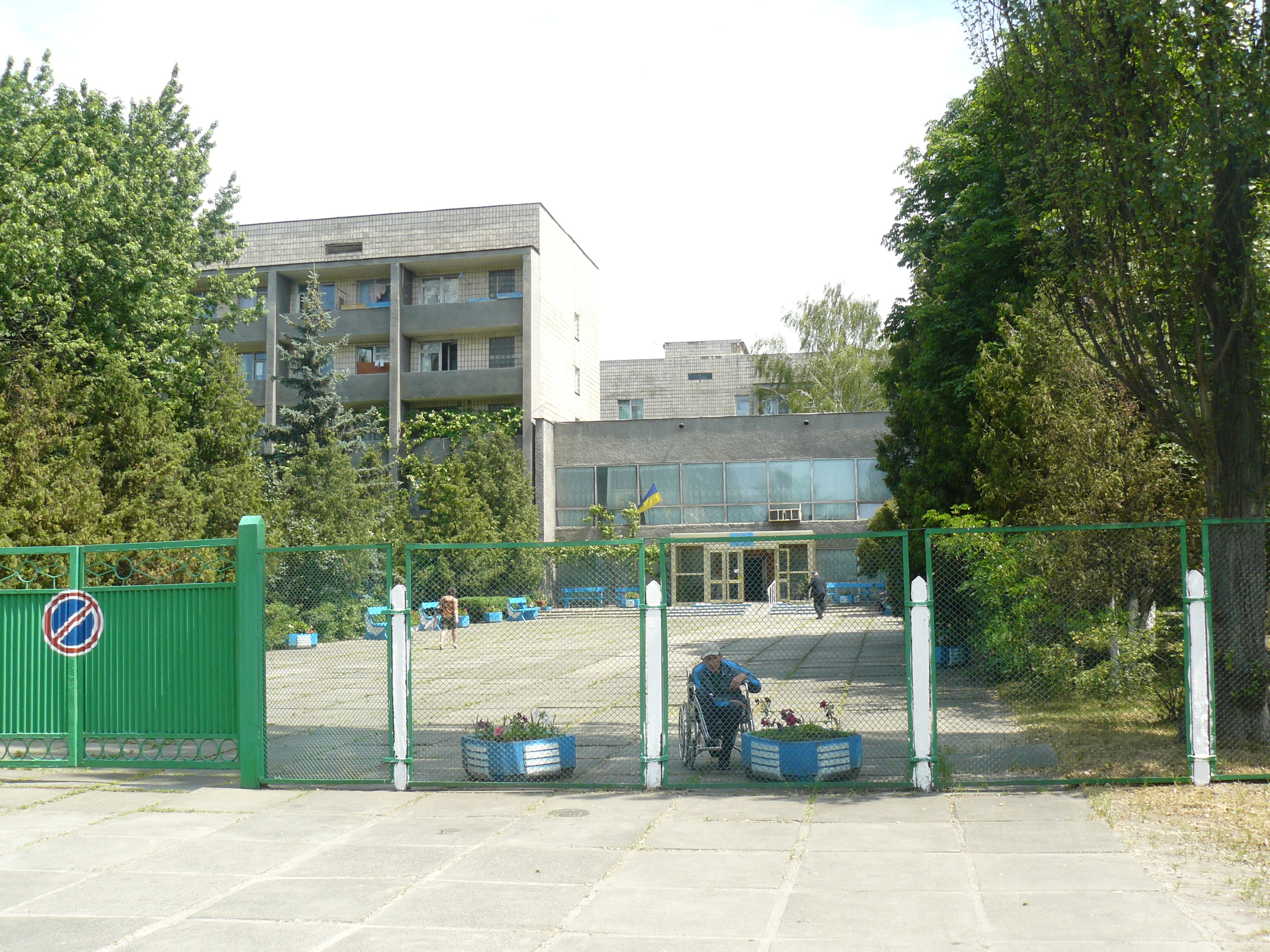
Пансионат ветеранов труда в 2010 году
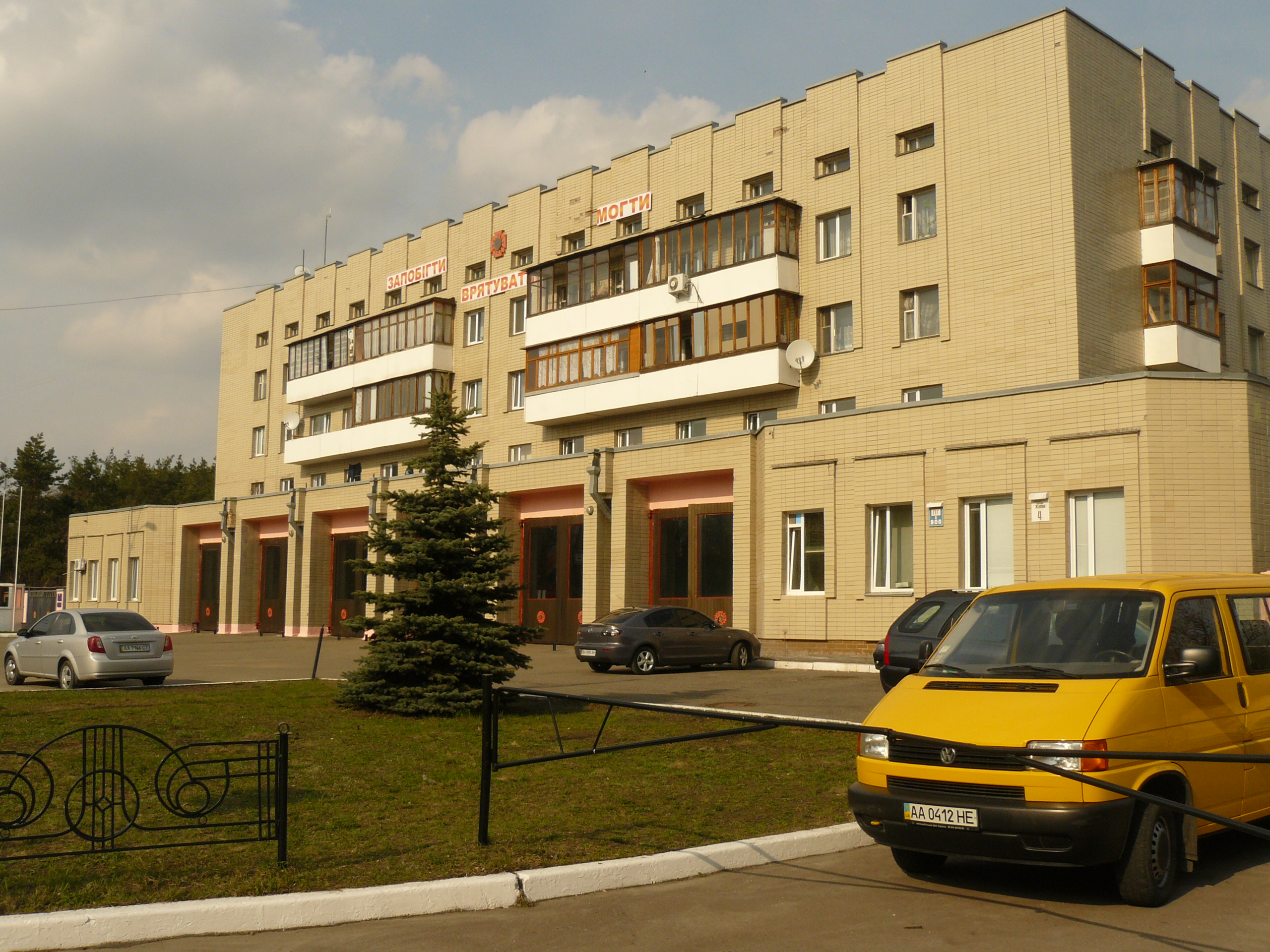
Пожарная часть № 33 в 2010 году
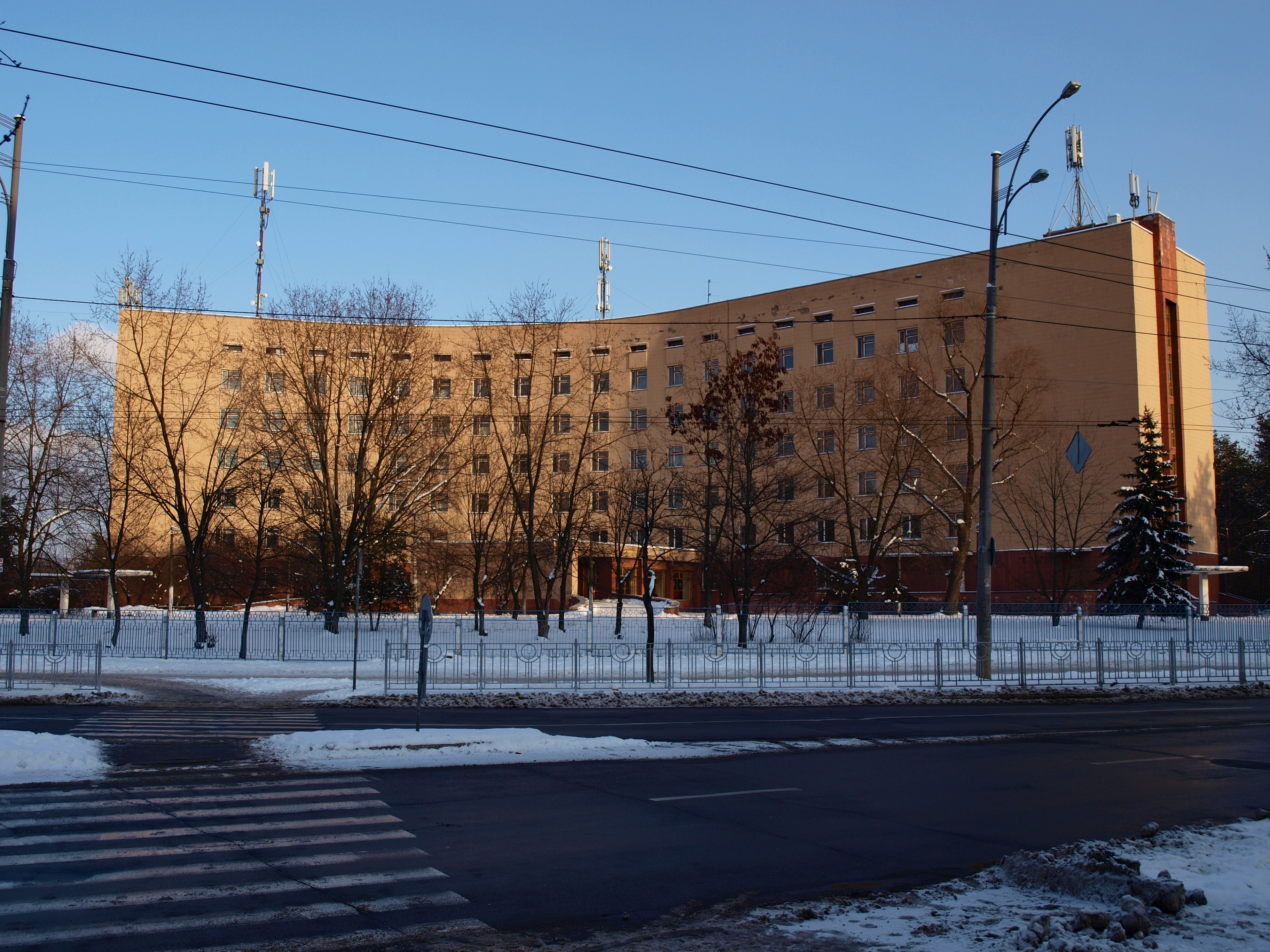
Центр радиационной защиты населения  в 2021 году
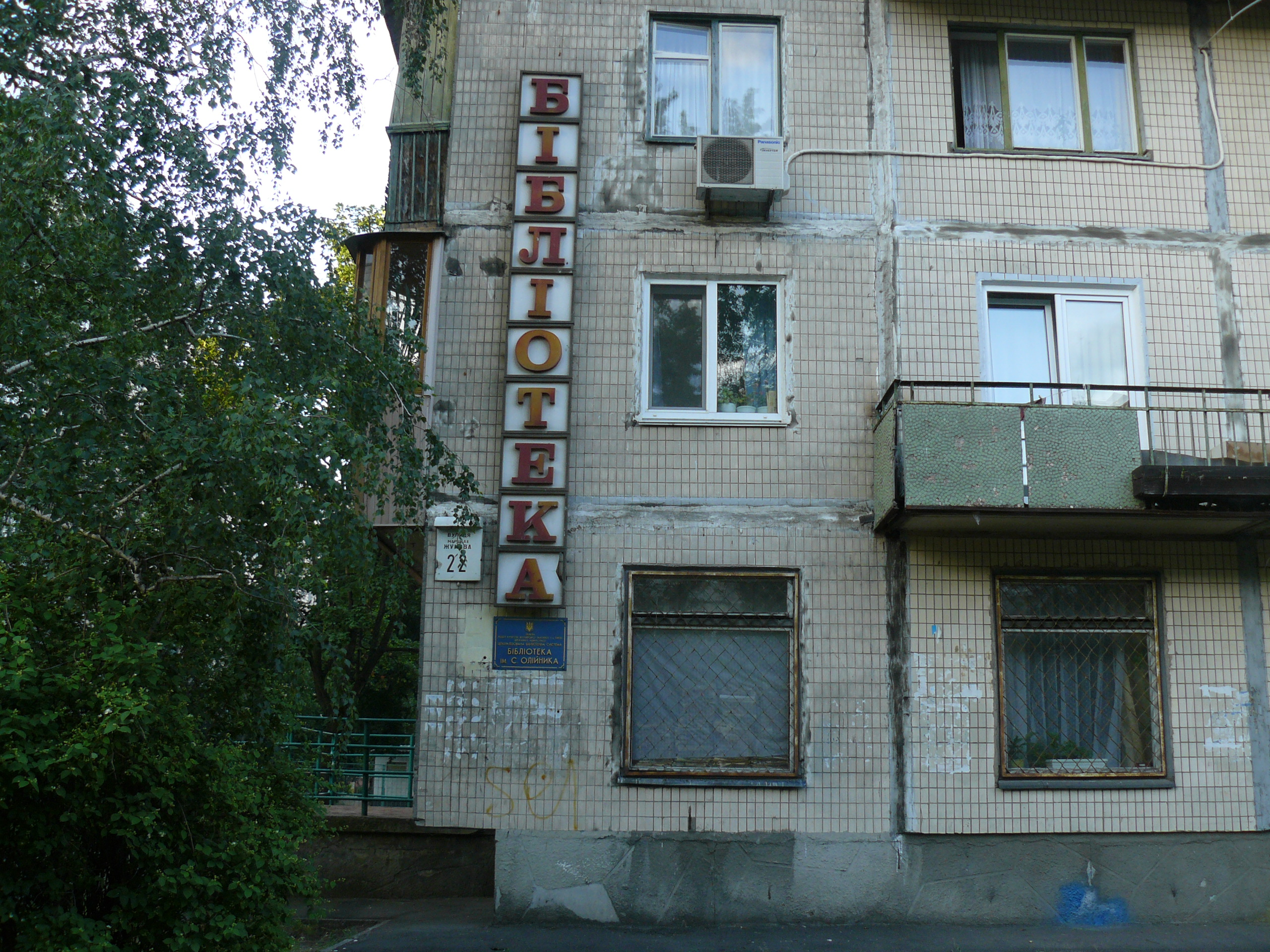
Библиотека имени Степана Олейника в 2010 году

## Мемориальные доски
В 1974 году на домах № 15 и № 51 на улице Жукова были установлены памятные доски в честь Георгия Жукова. Доска с барельефным портретом была выполнена из бронзы; скульптор — Александр Скобликов, архитектор — Анатолий Игнащенко. В мае 2005 года была открыта обновлённая доска-барельеф. В 2016 год стало известно, что памятные доски были демонтированы неизвестными, а Киевская городская государственная администрация не располагала информацей о их местонахождении.

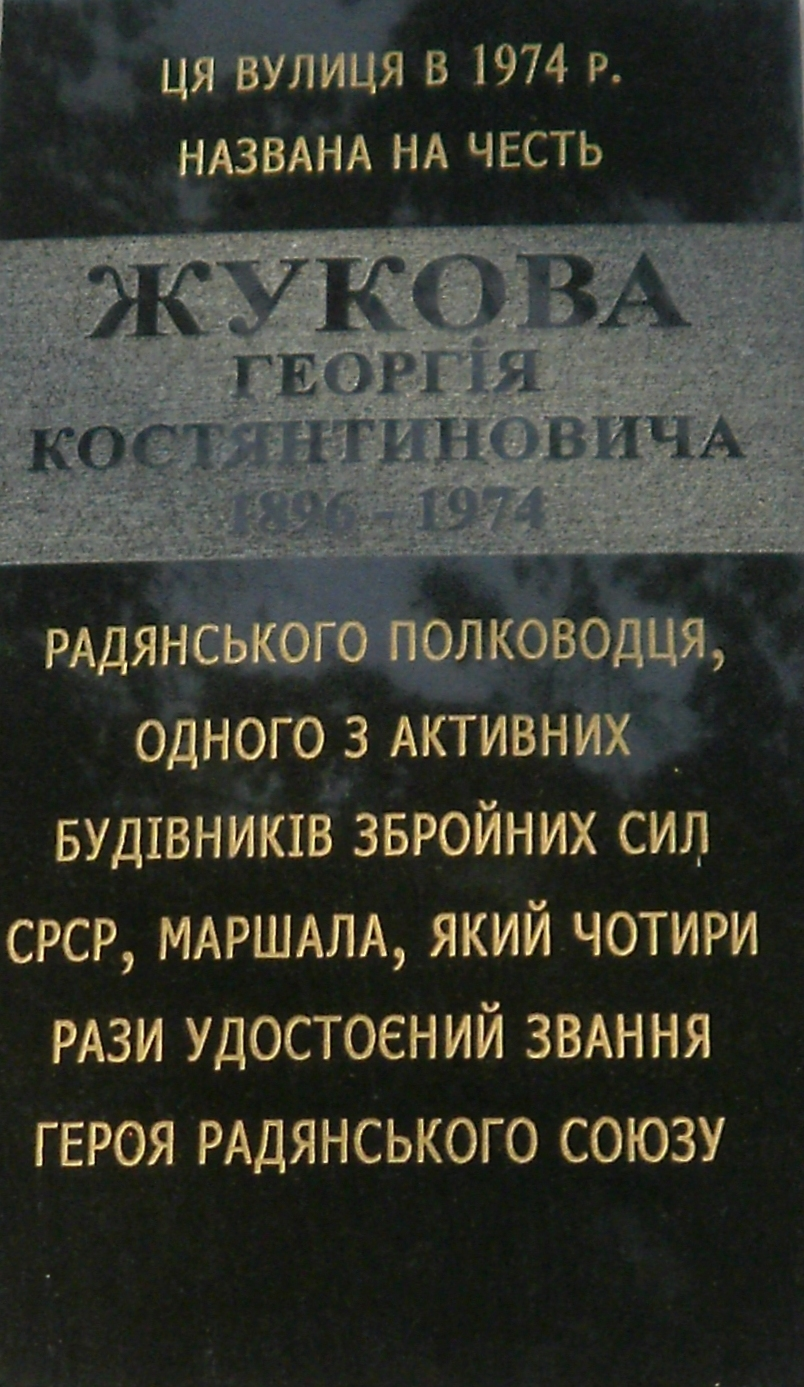